# Сурок (селище)
Суро́к (рос. Сурок, марій. Сурок) — селище у складі Медведевського району Марій Ел, Росія. Входить до складу Кундиського сільського поселення.

## Населення
Населення — 3102 особи (2010; 3165 у 2002).
Національний склад (станом на 2002 рік):
- росіяни — 78 %